# Distretto di Čuluut
Il distretto di Čuluut è uno dei diciannove distretti (sum) in cui è suddivisa la provincia dell'Arhangaj, in Mongolia. Conta una popolazione di 3.744 abitanti (censimento 2009).